# 豊沢区
豊沢区（ほうたく-く）は中華人民共和国福建省泉州市に位置する市轄区。

## 行政区画
下部に8街道を管轄する
- 東湖街道、豊沢街道、泉秀街道、清源街道、華大街道、城東街道、東海街道、北峰街道

## 交通

### 鉄道
- 中国国家鉄路集団
  - 福廈線、興泉線（中国語版）
    - 泉州駅

### 道路
- 高速道路
  -  瀋海高速道路
  -  泉州環状高速道路（中国語版）
- 国道
  - G228国道
  - G324国道